# Jan Romare
Jan Ove Gideon Romare, född 3 januari 1936, död 31 augusti 2017 i Hägerstens församling, var en svensk serietecknare och diplomat. 

## Biografi
Romares första serie, "Ur Igelkotten Huberts dagbok", publicerades 1953 och ingick en tid regelbundet i tonårstidskriften Fickjournalen. I början av sextiotalet skrev han ungdomsromanen Mordet på Mamses, som han själv kallar en "kriminalsaga". Mest känd blev serien om ormen "Pyton" och hans husse. Men Romare har även skapat "Himlens änglar" som bland annat publicerades i Dagens Nyheter. Andra serier av honom är Råttan Robert, (som blev statsminister) och en del mer kortvariga figurer, som Jultomten, privatdetektiven Slim Smart, och en älg som blev förbannad när den blivit överkörd tre gånger och fått kronan sönderskjuten, varefter den leder djurens revolution, som en Zapata-gestalt med krycka och lapp för ögat. Romare skapade även en serie, som också publicerades i Dagens Nyheter, om en fästing vid namn Figge.
Jan Romare arbetade för svenska UD fram till 1998, och hade flera långvariga diplomatiska uppdrag utomlands. Under denna period blev serietecknandet lite på undantag, men efter pensioneringen var han återigen produktiv. Bud Grace, skapare av Ernie, lär ha sagt om honom: "Han är ett intellekt, en respekterad diplomat, och främst en gentleman. Trots dessa handikapp är han en av världens främsta serietecknare!"
Jan Romare var gift med Ebba Sävborg Romare, fram till hennes död 2012. Han är begravd på Sollentuna kyrkogård.